# Marsz śmierci na Łowicz
Marsz śmierci na Łowicz, marsz śmierci do Łowicza, marsz na Łowicz (niem. Todesmarsch nach Lowitsch, der Marsch nach Lowitsch) – przymusowe internowanie kilku tysięcy działaczy mniejszości niemieckiej w okresie 5–9 września 1939 do Berezy Kartuskiej, zakończone uwolnieniem internowanych przez Luftwaffe w okolicach Łowicza. Szacuje się, że podczas marszu zginęło około 1000–1700 Niemców. Marsz śmierci na Łowicz stanowił jeden z elementów propagandy niemieckiej, wymierzonej przeciwko Polakom podczas II wojny światowej.

## Historia
Od maja 1939 na wypadek wojny z Niemcami, państwo Polskie przygotowywało akcję „Elaborat unieruchomienia”, mającą na celu internowanie polskich Niemców, wobec których istniało ryzyko, że w przypadku konfliktu zbrojnego będą współpracować z III Rzeszą. W związku z zagrożeniem atakiem ze strony Niemiec do planu internowania działaczy niemieckiej mniejszości narodowej przystąpiono na przełomie 31 sierpnia i 1 września (wg niektórych źródeł 25 sierpnia lub 2 września). Pierwotnie planowano przewieźć ich do Berezy Kartuskiej pociągami, lecz w wyniku nalotów Luftwaffe ruch kolejowy w Polsce został sparaliżowany, a w przypadku działających linii kolejowych podjęto decyzję o priorytecie dla transportu polskich żołnierzy.
W związku z powyższym w przypadku województwa pomorskiego i poznańskiego 5 września podjęto się konwojowania Niemców – piesze kolumny z obu województw, połączone w okolicach Włocławka, pod nadzorem wojska i młodzieży z Przysposobienia Wojskowego, odprowadzano w kierunku Warszawy. Wśród internowanych znalazły się m.in. kobiety, dzieci, osoby starsze i duchowni. Niemców prowadzono w 4-osobowych rzędach, przydzielając im dzienne racje żywnościowe. Niektórzy internowani nie nadążali za tempem marszu. Wśród relacji uczestników pojawiały się podejrzenia jakoby osoby, które przetrwają przemarsz, zostaną zamordowane w obozie koło Pińska.
W trakcie marszu miało dochodzić do samosądów polskich konwojentów, prób ucieczek zakończonych strzelaninami, dobijaniem osób wycieńczonych. Internowani doczekali się wyzwolenia 9 września 1939 przez Luftwaffe pod Łowiczem. W Łowiczu uwolnieni przez Wermacht Niemcy otrzymali żywność oraz noclegi m.in. w kościołach, celach więziennych.

## Marsz śmierci na Łowicz w propagandzie nazistowskiej
Wydarzenia związane z marszem na Łowicz, stały się przedmiotem propagandy nazistowskiej. W październiku 1939 SS-Oberführer Ludolf von Alvensleben przemawiając podczas apelu do członków Selbstschutzu z Torunia, skomentował wydarzenia związane z marszem na Łowicz:

Nie zapomnimy nigdy krzywd, jakie nam wyrządzono na tej niemieckiej ziemi. Czyny takie mógł popełnić tylko ten, kto należy do niższej rasy. Niechaj nikt tego nigdy nie zapomni, lecz przekazuje to zawsze dzieciom i dzieciom dzieci. Jeżeli wy, moi ludzie z Selbstschutzu, jesteście mężczyznami, to żadnemu Polakowi w tym niemieckim mieście nie przyjdzie więcej na myśl mówić po polsku. Teraz wy jesteście tutaj narodem panów. Miękkością i słabością nigdy jeszcze niczego nie zbudowano. Tutaj chodzi o to, aby niemieckość znowu umocnić Dlatego ja oczekuję, a także Adolf Hitler oczekuje od was tego, że wprawdzie zdyscyplinowani i twardzi jak stal Kruppa, staniecie w jednym szeregu. Nie wolno wam być miękkimi, musicie być nieubłagani i usunąć wszystko, co nie jest niemieckie.

W niemieckich mediach stały się popularne hasła takie jak: „marsz śmierci na Łowicz” oraz inne sformułowania związane z polskimi działaniami przeciwko mniejszości niemieckiej, takie jak: „krwawa niedziela w Bydgoszczy” i „krwawi oprawcy z Bydgoszczy”, „polskie okrucieństwa”, „polskie piekło”, „polski terror”. Media wskazywały na 58 tys. ofiar działań Polaków – liczba ta wynikała z połączenia domniemanej liczby ofiar krwawej niedzieli w Bydgoszczy, marszu na Łowicz oraz zbrodni w Poznaniu. Niemieckie media wskazywały także na tortury wobec Niemców internowanych w Berezie Kartuskiej oraz na mordowanie Niemców na Śląsku. Kolportowana była również broszura „Polnische Blutschuld” (pol. „Polska krwawa wina”) przedstawiająca m.in. ludzkie szczątki opatrzone podpisem „zostali zamordowani przez Polaków tylko dlatego, że byli Niemcami”. Zawierała także mapę trasy przebiegu marszu z Bydgoszczy do Łowicza z podpisem „nigdy więcej” w języku niemieckim. Ponadto Urząd do Spraw Zagranicznych III Rzeszy opublikował książkę „Dokumente polnischer Grausamkeit” (pol. „Dokumenty polskiego okrucieństwa”), w której umieszczone były fotografie zwłok wraz z opisami działań Polaków, obejmujące m.in. marsz na Łowicz.

## Ofiary
Według danych niemieckich, wśród 4000–4500 uczestników marszu zginęło 1000–1700 osób (w tym 600–800 Niemców z Bydgoszczy, których około 100 nie wróciło do domu). O ich śmierć oskarżono konwojentów, którzy mieli rozstrzeliwać jeńców oraz dobijać osoby źle znoszące marsz. Niemcy jako główną przyczynę domniemanej masakry upatrywali w niepowodzeniach polskiej armii na froncie i szukaniu przez konwojentów winnych wśród niemieckich cywilów. Strona polska w okresie PRLu zaś wskazywała, że osoby, które zginęły podczas marszy, były przede wszystkim ofiarami nalotów Luftwaffe, niemieckich ostrzałów, wyczerpania oraz stawiania oporu. Wśród polskich badaczy po II wojnie światowej, potwierdzających przyczyny wskazywane przez stronę niemiecką, znaleźli się: Karol Marian Pospieszalski oraz Restytut Stanilewicz.
Centrala Grobów Zamordowanych Volksdeutschów w grudniu 1939 wskazywała, że podczas wojny w Polsce zginęło 5437 Niemców, korygując te dane 10 lutego 1940 wskazując, że we wrześniu 1939 w działaniach wymierzonych w mniejszość niemiecką zginęło 58 tys. Niemców. Według ustaleń Pospieszalskiego we wrześniu 1939 zginęło około 2 tys. polskich obywateli narodowości niemieckiej.

### Znani internowani
- Eduard von Behrens – niemiecki dyplomata[10]
- Artur Pankratz – niemiecki poseł i radny Bydgoszczy[11]

### Znane ofiary śmiertelne
- Berthold Friedrich Moritz – poseł Niemieckiego Klubu Parlamentarnego w Polskim Sejmie[12][8],
- Eugen Naumann – poseł Niemieckiego Klubu Parlamentarnego w Polskim Sejmie,
- Herman von Treskow – niemiecki hrabia, właściciel Radojewa[8].

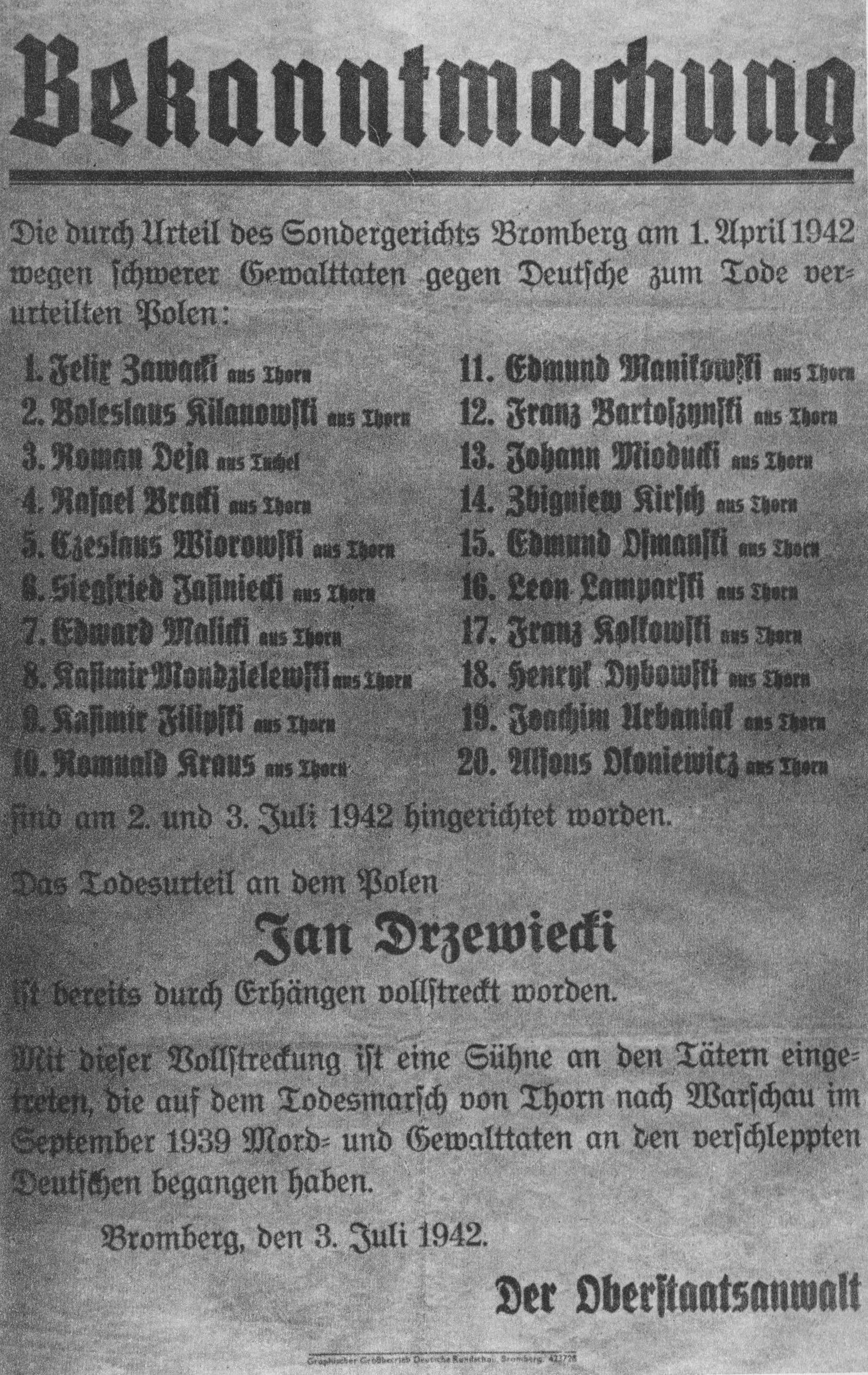
Niemieckie obwieszczenie informujące o straceniu kpt. Jana Drzewieckiego i jego 20 towarzyszy.

## Skazani
Niemiecki sąd specjalny w Bydgoszczy (niem. Sondergericht Bromberg) za marsz śmierci na Łowicz skazał 1 kwietnia 1942 kapitana Jana Drzewieckiego i jego 20 towarzyszy. Wyrok wykonano w dniach 2–3 lipca 1943.